# Wangji Zhen (köping i Kina)
Wangji Zhen (kinesiska: 王集镇, 王集) är en köping i Kina. Den ligger i provinsen Hubei, i den centrala delen av landet, omkring 240 kilometer nordväst om provinshuvudstaden Wuhan. Antalet invånare är 34258. Befolkningen består av 16 956 kvinnor och 17 302 män. Barn under 15 år utgör 16,0 %, vuxna 15-64 år 73 %, och äldre över 65 år 10,0 %.
Genomsnittlig årsnederbörd är 1 060 millimeter. Den regnigaste månaden är augusti, med i genomsnitt 176 mm nederbörd, och den torraste är december, med 19 mm nederbörd.